# Палаєвсько-Урледімське сільське поселення
Пала́євсько-Урледі́мське сільське поселення (рос. Палаевско-Урледимское сельское поселение) — муніципальне утворення у складі Рузаєвського району Мордовії, Росія. Адміністративний центр — село Палаєвка.

## Історія
Станом на 2002 рік існували Верхньоурледімська сільська рада (села Верхній Урледім, Нижній Урледім, Яковщина) та Палаєвська сільська рада (село Палаєвка, присілок Озерки).
17 травня 2018 року було ліквідовано Верхньоурледімське сільське поселення, його територія увійшла до складу Палаєвського сільського поселення, яке було перейменоване в Палаєвсько-Урледімське сільське поселення.

## Населення
Населення — 621 особа (2019, 670 у 2010, 741 у 2002).

## Склад
До складу поселення входять такі населені пункти:
| Населений пункт       | Населення, осіб (2002) | Населення, осіб (2010) |
| --------------------- | ---------------------- | ---------------------- |
| Верхній Урледім, село | 109                    | 86                     |
| Нижній Урледім, село  | 16                     | 10                     |
| Озерки, присілок      | 47                     | 28                     |
| Палаєвка, село        | 479                    | 462                    |
| Яковщина, село        | 90                     | 84                     |